# Antimuó
L'antimuó és una partícula de càrrega +1, i massa de 0,1056 GeV/c².
Forma part de la segona família de partícules elementals conegudes com a fermions. És un leptó, com el positró, però d'una generació i massa 200 vegades superior. El seu signe és µ+ i és l'antipartícula del muó amb el qual s'aniquila en forma de radiació gamma.
La desintegració típica d'un antimuó és:
{\displaystyle \mu ^{+}\to e^{+}+\nu _{e}+{\bar {\nu }}_{\mu }}.
O sigui, en tres leptons: un positró, un neutrí electrònic i un antineutrí muònic.